# Fiona Crawley
Fiona Crawley (* 7. Februar 2002 in San Antonio, Texas) ist eine US-amerikanische Tennisspielerin.

## Karriere
Crawley spielt bislang überwiegend auf Turnieren der ITF Women’s World Tennis Tour, bei denen sie bislang vier Titel im Einzel und drei im Doppel gewonnen hat.
2018 erhielt sie eine Wildcard für das Juniorinneneinzel der US Open, wo sie aber bereits in der ersten Runde gegen Zheng Qinwen mit 6:74 und 2:6 verlor.
2021 erhielt sie eine Wildcard für das Hauptfeld der mit 115.000 US-Dollar dotierten LTP Women’s Open, wo sie in der ersten Runde mit 1:6 und 4:6 gegen Maddison Inglis verlor.
Ihr erstes Turnier auf der WTA Tour spielte sie im April 2023, als sie eine Wildcard für das Hauptfeld im Dameneinzel der Credit One Charleston Open erhielt. Sie verlor aber bereits ihr Auftaktmatch gegen Alizé Cornet mit 0:6 und 2:6.

## College Tennis
Crawley spielt seit 2020 bei den North Carolina Tar Heels der University of North Carolina at Chapel Hill. 2021 gewann sie mit ihrer Mannschaft die nationalen College-Meisterschaften. 2022 gewann sie beide nationalen Meisterschaften der ITA.

## Turniersiege

### Einzel
| Nr. | Datum            | Turnier   | Kategorie | Belag     | Finalgegnerin    | Ergebnis      |
| --- | ---------------- | --------- | --------- | --------- | ---------------- | ------------- |
| 1.  | 15. Oktober 2023 | Florence  | ITF W25   | Hartplatz | Chloe Beck       | 7:5, 6:1      |
| 2.  | 7. Januar 2024   | Arcadia   | ITF W35   | Hartplatz | Ashley Lahey     | 4:6, 6:2, 7:5 |
| 3.  | 16. Juni 2024    | San Diego | ITF W15   | Hartplatz | Sara Daavettila  | 6:4, 1:6, 6:3 |
| 4.  | 15. Juni 2025    | Decatur   | ITF W35   | Hartplatz | Dasha Plekhanova | 7:65, 6:4     |

### Doppel
| Nr. | Datum            | Turnier            | Kategorie | Belag     | Partnerin     | Finalgegnerin                | Ergebnis          |
| --- | ---------------- | ------------------ | --------- | --------- | ------------- | ---------------------------- | ----------------- |
| 1.  | 8. Juli 2023     | Lakewood           | ITF W15   | Hartplatz | Mary Stoiana  | Mary Lewis Brandy Walker     | 7:5, 6:73, [10:5] |
| 2.  | 26. Oktober 2024 | Hilton Head Island | ITF W35   | Hartplatz | Makenna Jones | Angella Okutoyi Merna Refaat | 6:2, 6:75, [10:7] |
| 3.  | 10. Mai 2025     | Boca Raton         | ITF W35   | Sand      | Alana Smith   | Kayla Day Allura Zamarripa   | 6:4, 6:2          |